# Trionfo della Divina Provvidenza
Il Trionfo della Divina Provvidenza e il compiersi dei suoi fini sotto il pontificato di Urbano VIII, più comunemente noto nella forma abbreviata di Trionfo della Divina Provvidenza, è un affresco di Pietro da Cortona realizzato tra il 1632 e il 1639 nella volta del salone del piano nobile di palazzo Barberini a Roma.
Nato come esaltazione della famiglia Barberini, allora regnante sul soglio pontificio con Urbano VIII, il ciclo mostra tramite allegorie e temi classici-mitologici quelle che sono le virtù del casato per il buon governo.
L'opera viene spesso citata come manifesto dello stile barocco in pittura, nel senso più proprio del termine, che attraverso varie esperienze parziali dei primi anni del secolo XVII, arrivò al suo culmine proprio con la figura di Pietro da Cortona. Con una superficie di circa 600 m² è il secondo ciclo di affreschi più grande di Roma dopo la cappella Sistina.

## Storia

### La commessa

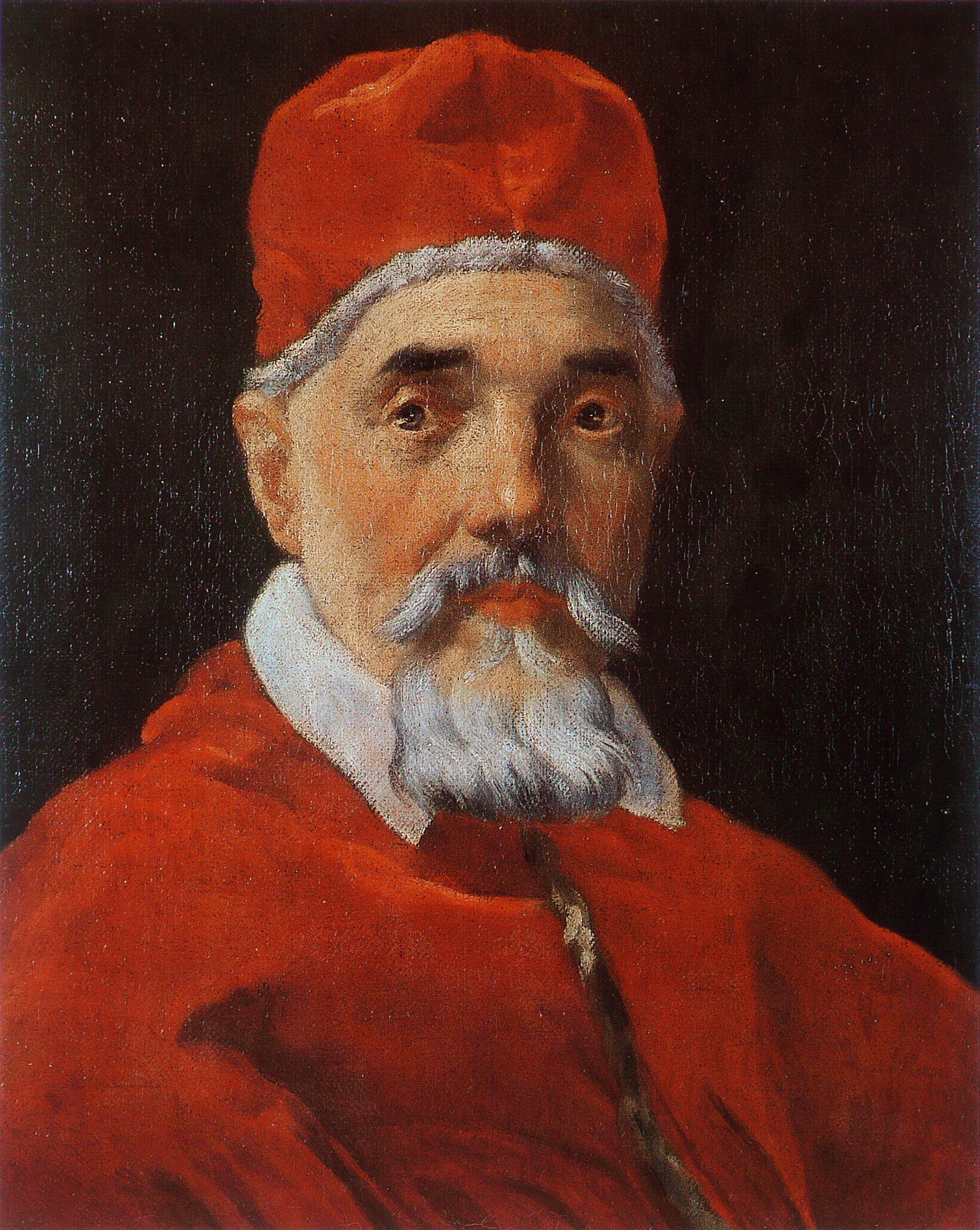
Papa Urbano VIII

Introdotto ai Barberini dall'amico Marcello Sacchetti, Pietro da Cortona era all'epoca un valido artista che si dedicava soprattutto ai temi tratti dall'antico, ma non ancora il protagonista della scena. La prima commissione per la potente famiglia papale sono gli affreschi nella chiesa di Santa Bibiana (1624-1626), appena restaurata dal Bernini, dove il pittore inizia a primeggiare, come dimostra il confronto col conterraneo Agostino Ciampelli, pure impiegato nel ciclo, dallo stile più statico e aneddotico.
Il successo di questa commissione fece sì che il cardinale Maffeo Barberini, nel frattempo diventato papa col nome di Urbano VIII, assegnasse al pittore una commissione ancora più ambiziosa, la decorazione del salone di rappresentanza (24×14,5×18 m), l'ambiente più importante del nuovo palazzo della sua famiglia, costruito nel frattempo da Carlo Maderno e poi da Gianlorenzo Bernini (attivo proprio nel piano nobile, nella sala, che ampliò, e in buona armonia col pittore) e Francesco Borromini.
In prima istanza la commessa, decretata da Taddeo Barberini, fu inoltrata al suo protetto, Andrea Camassei, pittore manierista toscano, già attivo a palazzo Barberini. Fu poi proprio il pontefice, stando alle parole del Passeri, a virare sul Cortona la commessa, comunque su intercessione del cardinale Francesco, a suo volta protettore del pittore: «Don Taddeo e tutti i signori Barberini, gli assegnarono il voltone della sala grande [...] espressi per la penna del Signor Francesco Bracciolini dell'Api. Questa volta poi, per mutazione di parere e di fortuna, fu dal medesimo Pontefice collocata al sig. Pietro da Cortona: et egli nello spazio di quattordici anni la ridusse a quella bellezza che hoggi si vede [...]».
La presenza di collaboratori fu limitata ad operazioni tecniche, con scarsa autonomia rispetto al maestro, al quale viene dopotutto riferita la totalità dell'autografia. Tra i presenti, citati nei documenti, ci furono Giovan Francesco Romanelli, Giovanni Maria Bottalla e Pietro Paolo Baldini, pagati dieci scudi al mese per tutto il tempo della realizzazione.

### Il tema iconografico di Francesco Bracciolini

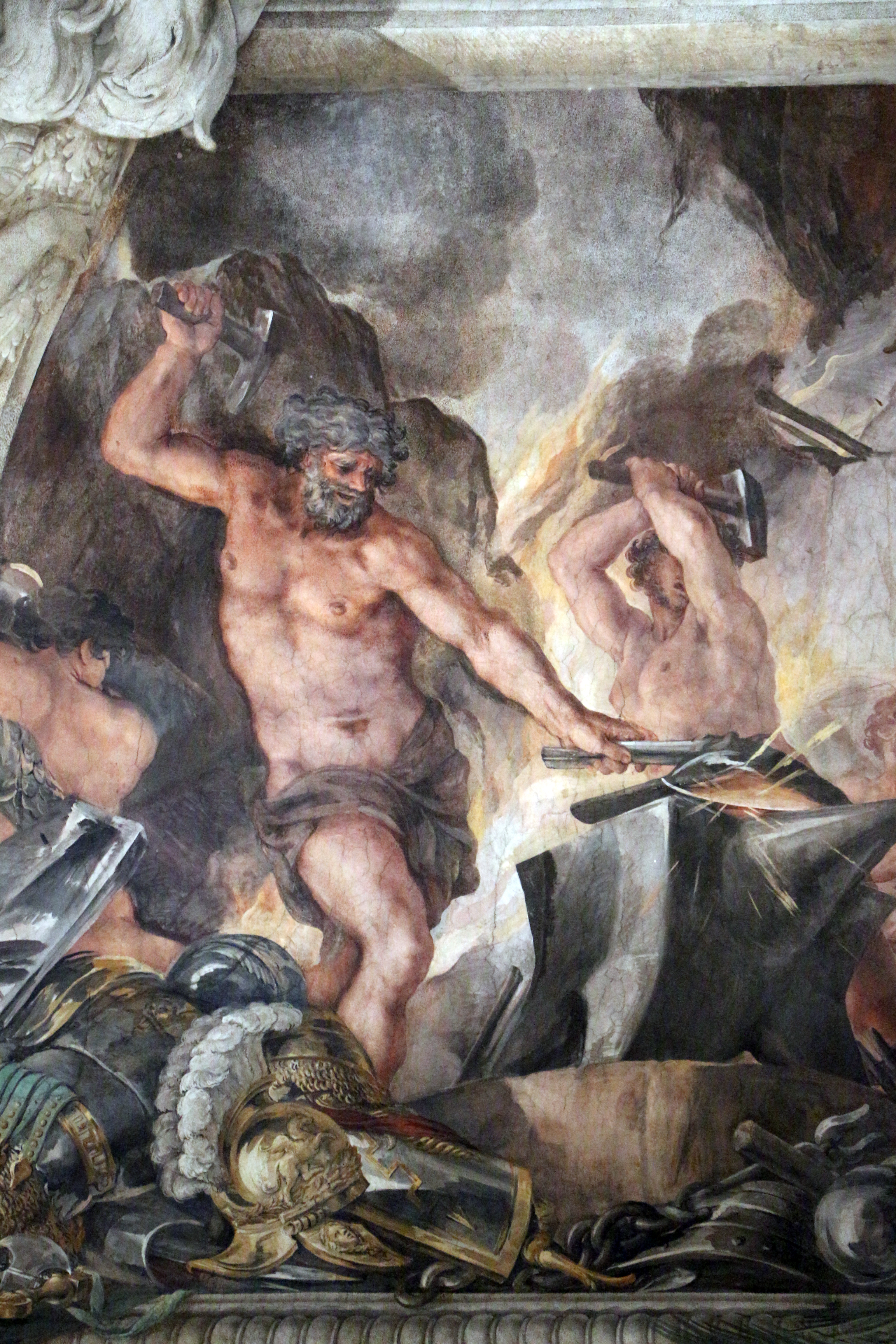
Fucina di Vulcano

Il tema del grande affresco venne steso dal poeta ed erudito Francesco Bracciolini, un altro toscano (pistoiese) molto vicino al papa, segretario particolare del cardinal nipote Antonio Barberini, che scrisse un poema proprio in occasione dell'elezione pontificia del Barberini, L'elettione di Urbano Papa VIII (iniziato in un periodo immediatamente successivo alla nomina papale, ed edito nel 1628).

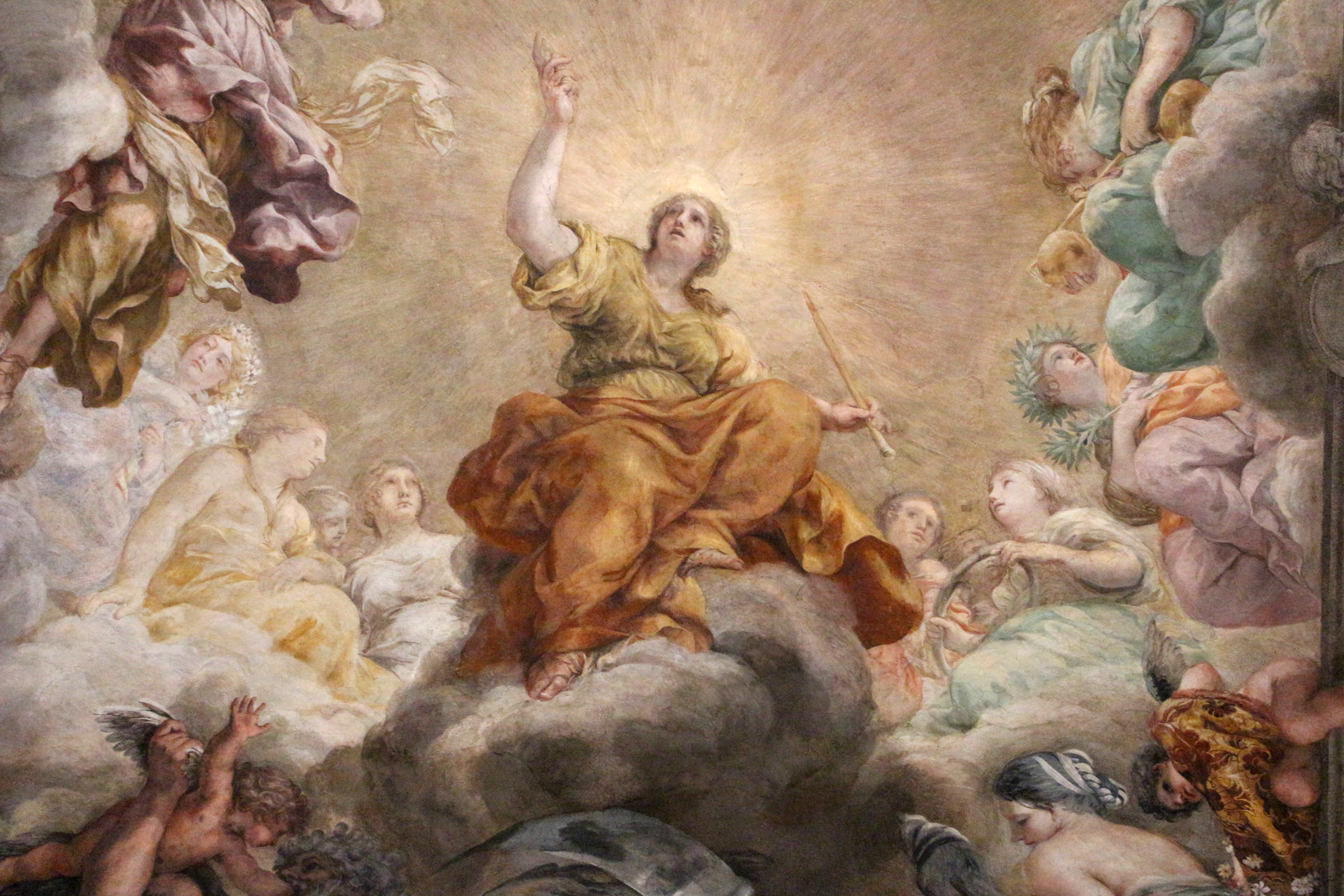
Divina Provvidenza

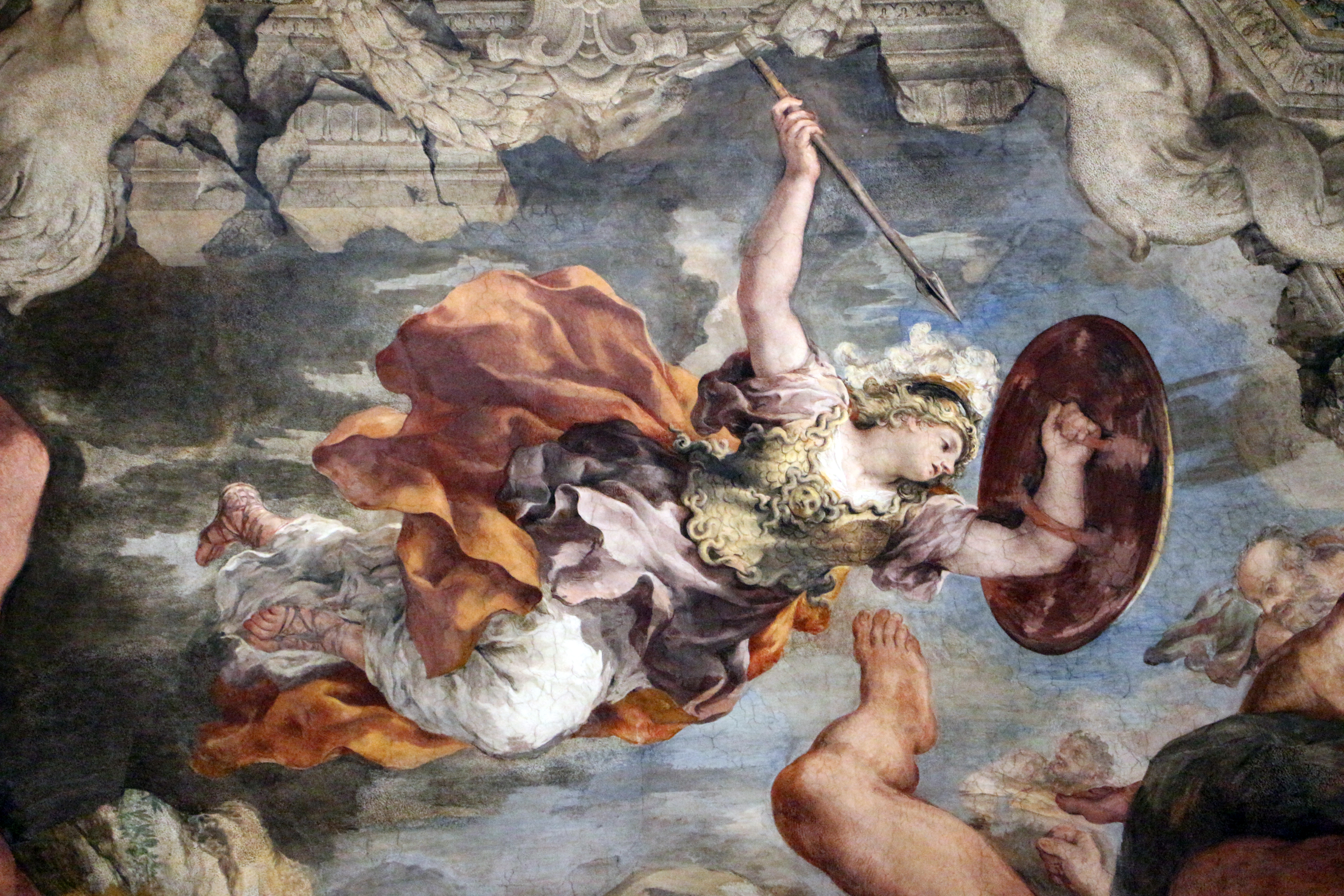
Minerva

L'affresco traspone quello che è il concetto del Bracciolini, dove si celebra il trionfo della famiglia Barberini con la nomina papale di Maffeo del 1623, voluta dalla Divina Provvidenza, mediante miti, leggende ed episodi biblici, adottati come esempi per l'attuale.
Il Cortona realizzò dapprima la parte centrale della scena, quindi la cornice centrale e la Divina Provvidenza, che interviene per l'elezione di Urbano VIII a pontefice, dopodiché procedette con la realizzazione dei quattro angoli, definendo anche la scansione del finto fregio marmoreo con telamoni, quindi il lato corto sul versante ovest, i due lati lunghi e infine l'altro lato corto sul versante est, dove sono la Minerva e la caduta dei Giganti.
Le quattro storie dei clipei, tratte da temi classici romani, sono collocate nelle colonne portanti della finta architettura affrescata a mo' di cardini su cui poggiano le virtù di Urbano VIII, mentre alla base sono altrettanti animali rappresentativi di altre virtù Barberini, quindi il leone (Fortezza), due orsi (Sagacia), il liocorno (Temperanza) e l'ippogrifo (Perspicacia). Nelle quattro scene laterali sono raffigurate scene che alludono al buon governo di Urbano VIII: le virtù militari (scena del Trionfo della Pace), quelle religiose e spirituali (scena del Trionfo della Religione), quelle della ragione (scena della Cacciata dei vizi di Ercole) e infine quelle della giustizia (scena di Minerva che combatte i giganti).
Gran parte dei temi allegorici descritti dal Bracciolini, e quindi raffigurati poi dal Cortona, sono di nuova invenzione e non rimandano al compendio iconografico di Cesare Ripa.

### Gli stati d'avanzamento dei lavori

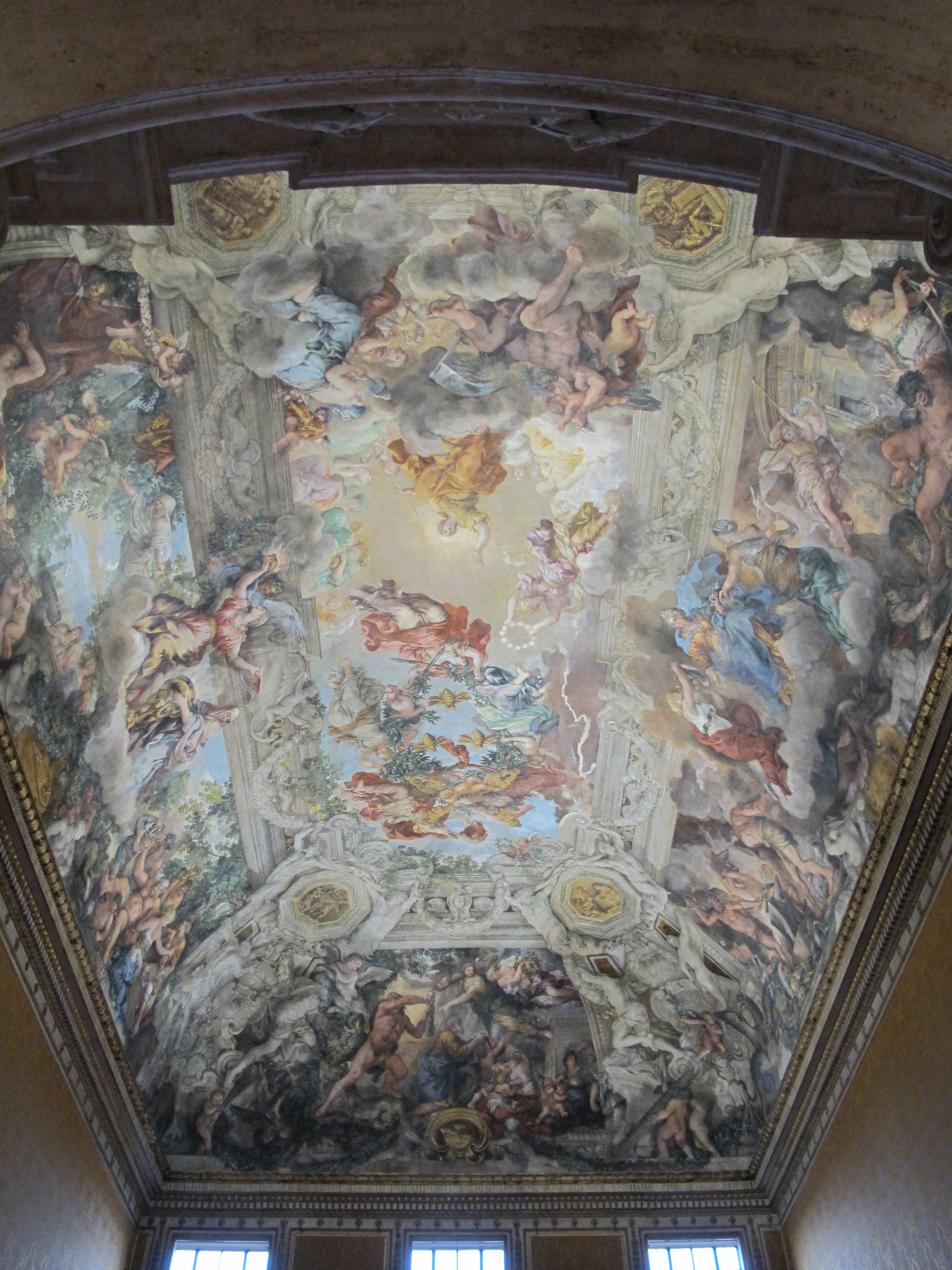
Scorcio della volta

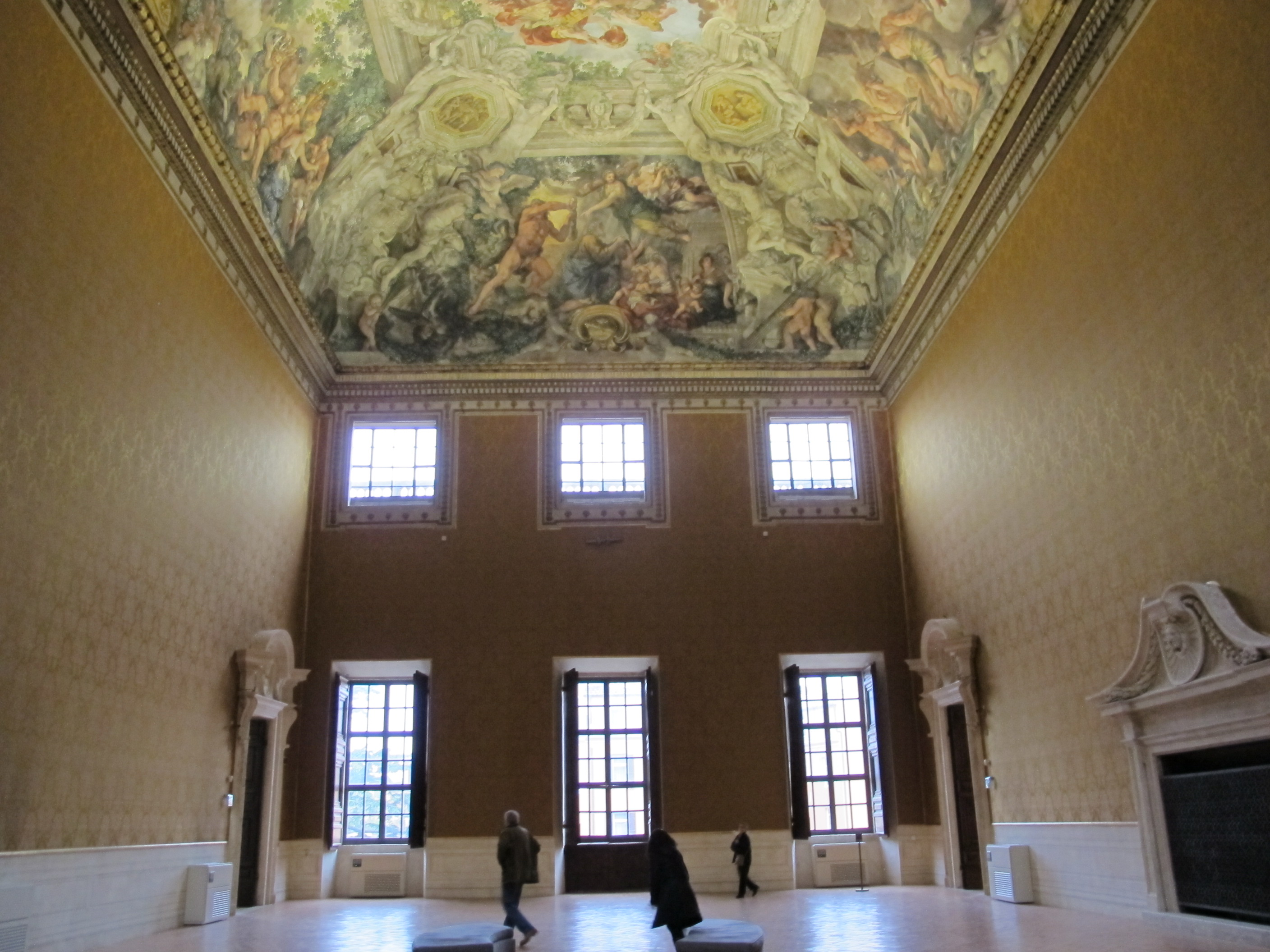
La sala

Le fasi del lavoro sono ben documentate: al 1630 risale il completamento strutturale della sala; dal 25 settembre 1631 a giugno 1632 si registrano lavori di falegnameria per innalzare i ponteggi e le impalcature su cui il Cortona e i suoi collaboratori avrebbero poi lavorato; il 18 novembre 1632 iniziano i lavori ad affresco; nel 1633 avviene una breve interruzione per assolvere alla commessa dei padri filippini di Santa Maria in Vallicella, per la quale furono realizzati gli affreschi con gli Angeli che reggono i simboli della Passione in sacrestia; nel 1637 i lavori sono interrotti a causa di un soggiorno di sei mesi a Firenze del Cortona, dove si fermò in occasione del viaggio che fece al seguito di Giulio Sacchetti, che intanto si recava a Bologna dove fu nominato legato pontificio; il 12 dicembre 1637 i ponteggi vengono momentaneamente smontati per consentire la visita illustre al cantiere di Francesco I d'Este; nel 1638 i lavori continuarono con una certa speditezza, fino alla conclusione nel 1639.
I lunghi tempi di gestazione si spiegano dunque anche con l'attività del pittore in altri cantieri, su tutti gli affreschi in Santa Maria in Vallicella e alla prima parte della stufetta di Palazzo Pitti a Firenze, ma probabilmente anche commesse architettoniche, come il progetto per la villa del Pigneto e quello del rifacimento della chiesa dei Santi Luca e Martina a Roma.

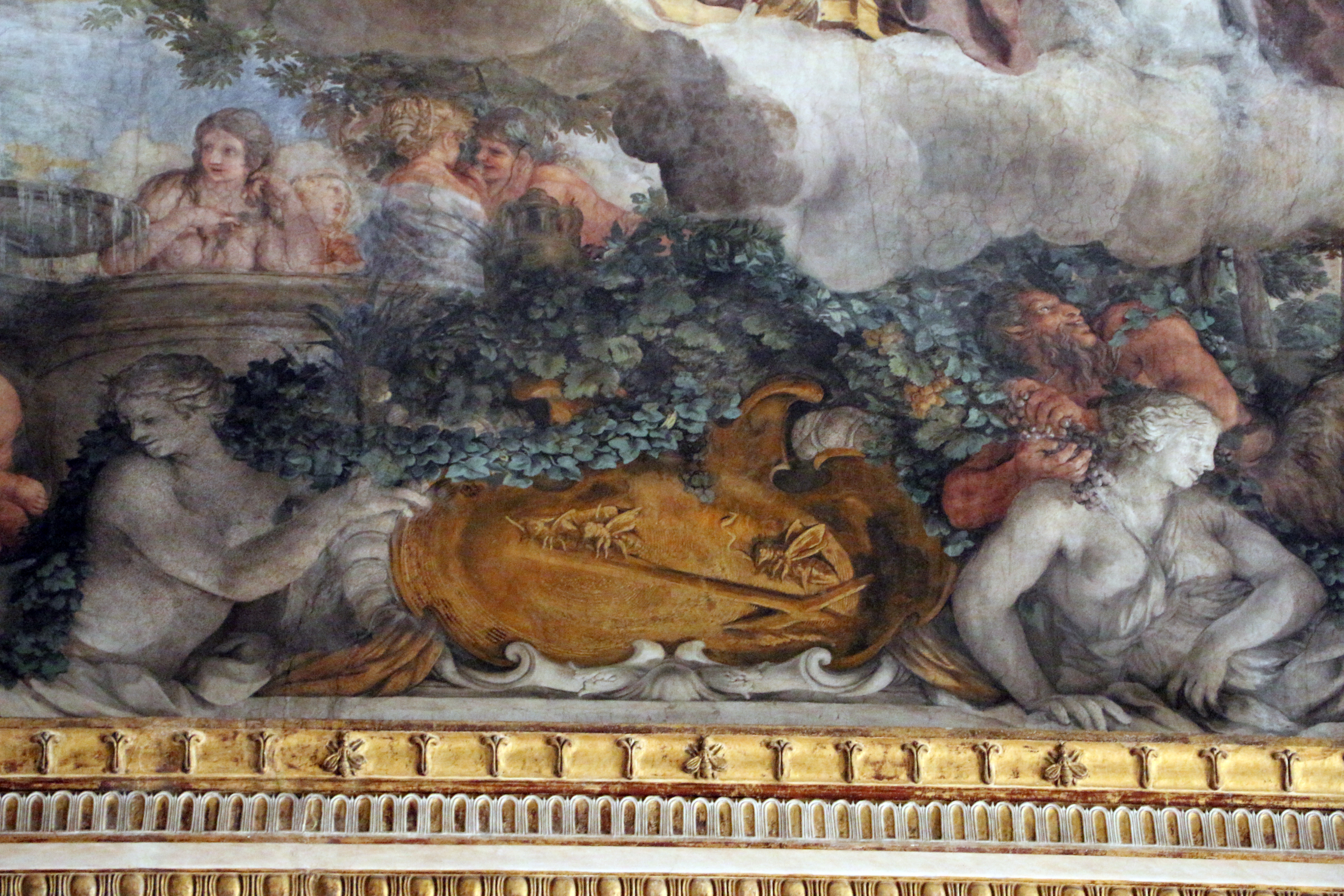
Cartiglio con le tre api Barberini che lavorano i campi

Alla parentesi fiorentina risalgono diverse missive che consentono di avere maggiormente delineato quello che è lo stato dell'arte: Giulio Rospigliosi, futuro papa Clemente IX, all'epoca cardinale molto vicino agli ambienti Barberini, in una lettera del 5 giugno 1637 scrive circa la speranza che aveva il Cortona di riuscire a finire il Trionfo della Divina Provvidenza per giugno dello stesso anno; tuttavia questa evenienza fu scongiurata a seguito del viaggio in Toscana che poi interessò il pittore. Raggiunto il granducato, un'ulteriore lettera del pittore trasmessa il 20 luglio del 1637 al cardinale Francesco Barberini a Roma, racconta della commessa di Ferdinando II de' Medici sull'Età dell'uomo, nonché la sua volontà di finirli entro agosto, così da ritornare poi nell'Urbe e completare il ciclo Barberini. Tuttavia da un'altra corrispondenza di settembre risulta che i due cicli che stava eseguendo erano ancora incompleti, e inoltre ne restavano altri due da effettuare, che a quel punto si sarebbero realizzati in un secondo momento, in occasione di un ritorno a Firenze del Cortona.
Di ritorno a Roma da Firenze, il Romanelli viene allontanato da Pietro da Cortona perché accusò i due suoi collaboratori, lui e Bottalla, di aver brigato contro il maestro durante la sua assenza, proponendosi ai committenti per la conclusione degli affreschi, forse confidando troppo nelle proprie capacità. Il Bottalla però, artista forse più docile e ossequioso, rimase tra gli aiuti del Cortona, mentre il Romanelli fu definitivamente allontanato. È comunque sicuro che il tentativo dei due non venne accolto, poiché durante l'assenza del Cortona non vennero pagati gli stuccatori per preparare gli intonaci, pertanto lasciando intendere che non si effettuò alcuna pittura. La vicenda, raccontata da Filippo Baldinucci, fu anche alla base della rottura dell'armonia di intenti tra Pietro da Cortona e Bernini, quest'ultimo che cercò invano di proteggere Romanelli.
Il 24 settembre del 1639 in una lettera inviata al suo ospitante a Firenze, Michelangelo Buonarroti il Giovane, si evince che l'opera romana è pressoché conclusa, e quindi nel marzo dell'anno nuovo il Cortona si sarebbe recato nuovamente presso la corte medicea per completare i due cicli mancanti della sala della Stufa.

### L'inaugurazione della grande decorazione barocca

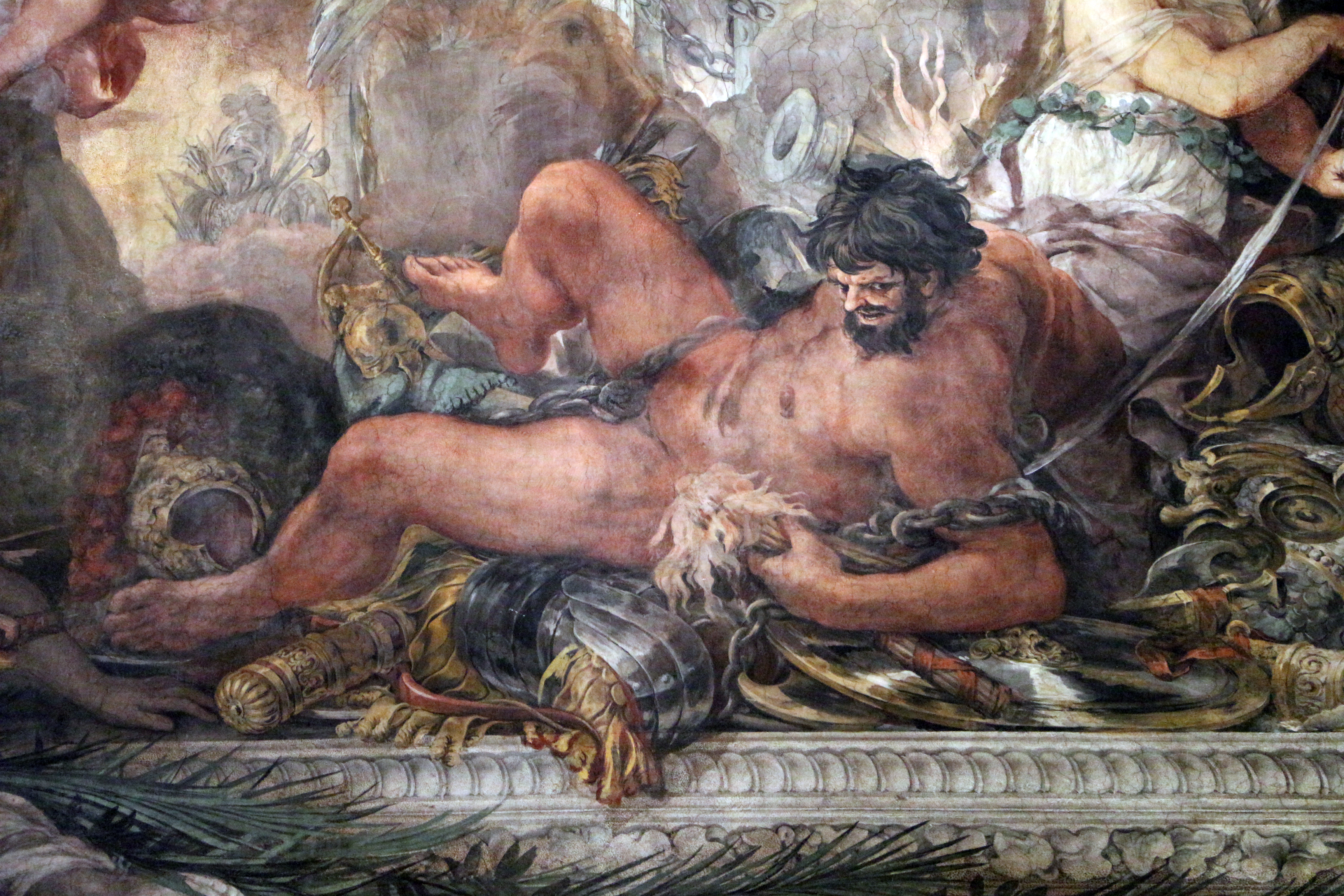
Furore

Il 5 dicembre 1639 papa Urbano VIII, che secondo lo storico Joachim von Sandrart si recava quotidianamente in loco per vedere lo stato di avanzamento del cantiere, visita l'affresco terminato. Appena scoperto il successo fu straordinario, come testimoniano le numerosissime incisioni, copie e descrizioni. La sua influenza ebbe eco internazionale, con un'intera generazione di artisti che, formandosi a Roma, ne riproposero e divulgarono le soluzioni in molte imprese.
Compiuta quando il Cortona aveva 36 anni, quest'opera risulterà essere la più notevole della Roma del Seicento, capofila della grande decorazione barocca a fresco, che si sarebbe poi protratta da quel momento fino alla fine del Settecento, degna di "rivaleggiare" nel campo delle arti con gli altri grandi cicli del passato, quindi con quello dei Carracci nel palazzo Farnese, o quelli vaticani di Raffaello e Michelangelo, a cui il papa stesso paragonò la "sua" opera.
Il compenso per il lavoro svolto dal Cortona non fu elargito con uno stipendio mensile, come invece avvenne per i collaboratori, ma fu liquidato a conclusione dell'opera, per un totale di 3.910 scudi: di cui 2.000 scudi per l'opera in sé, mentre la restante parte provenivano dalla rendita per i titoli di cui fu insignito dai Barberini durante la commessa.
Il ciclo ha ricevuto nel 1971, 1981 e 1993, diversi interventi di restauro che hanno riguardato la rimozione di ridipinture precedenti eccessivamente invasive nonché di svariati fenomeni del bottaccioli.

## Descrizione

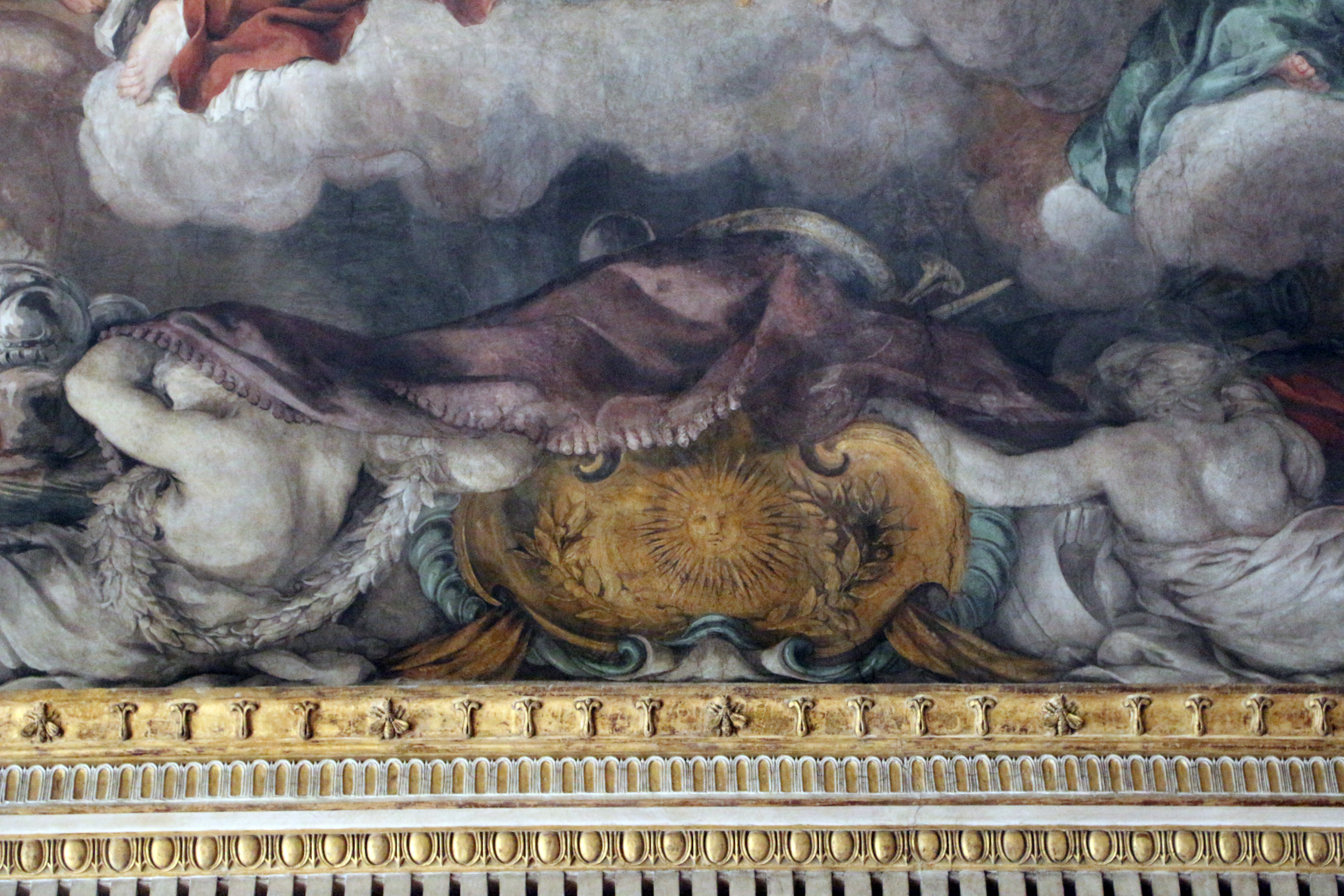
Cartiglio con il Sole Barberini

Ampio più di 500 metri quadrati, il ciclo è diviso in uno schema fluido, dove sono assenti le nette cesure schematiche del secolo precedente, e in cui le figure dialogano e si richiamano l'un l'altra, culminando nella scena centrale. Le zone sono cinque (quattro laterali e una centrale), con una finta cornice monocroma, interrotta agli angoli da medaglioni ottagonali. Su tre lati sono raffigurati al centro del registro inferiore del finto fregio marmoreo, cartigli monocromi che descrivono i successi Barberini.

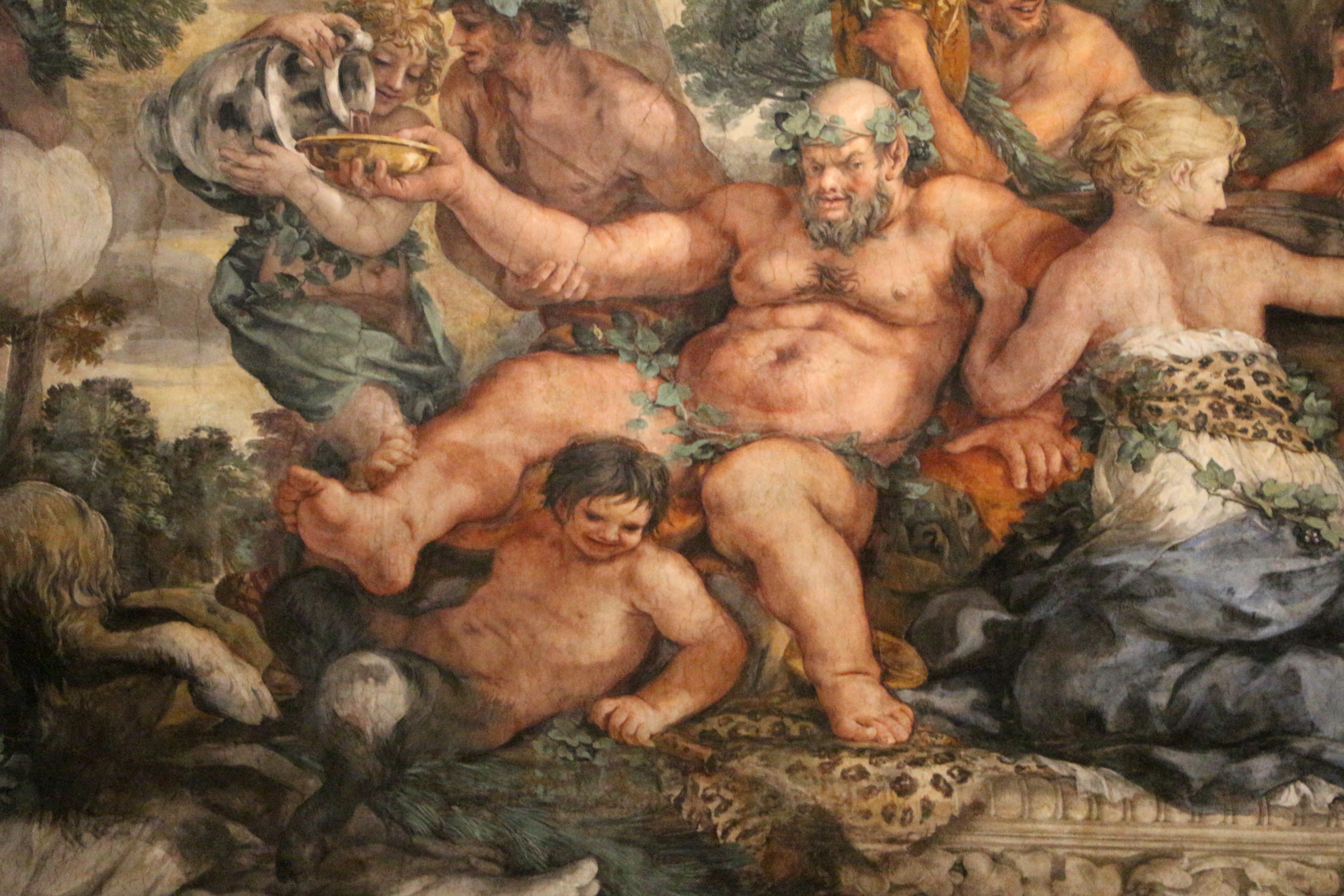
Sileno

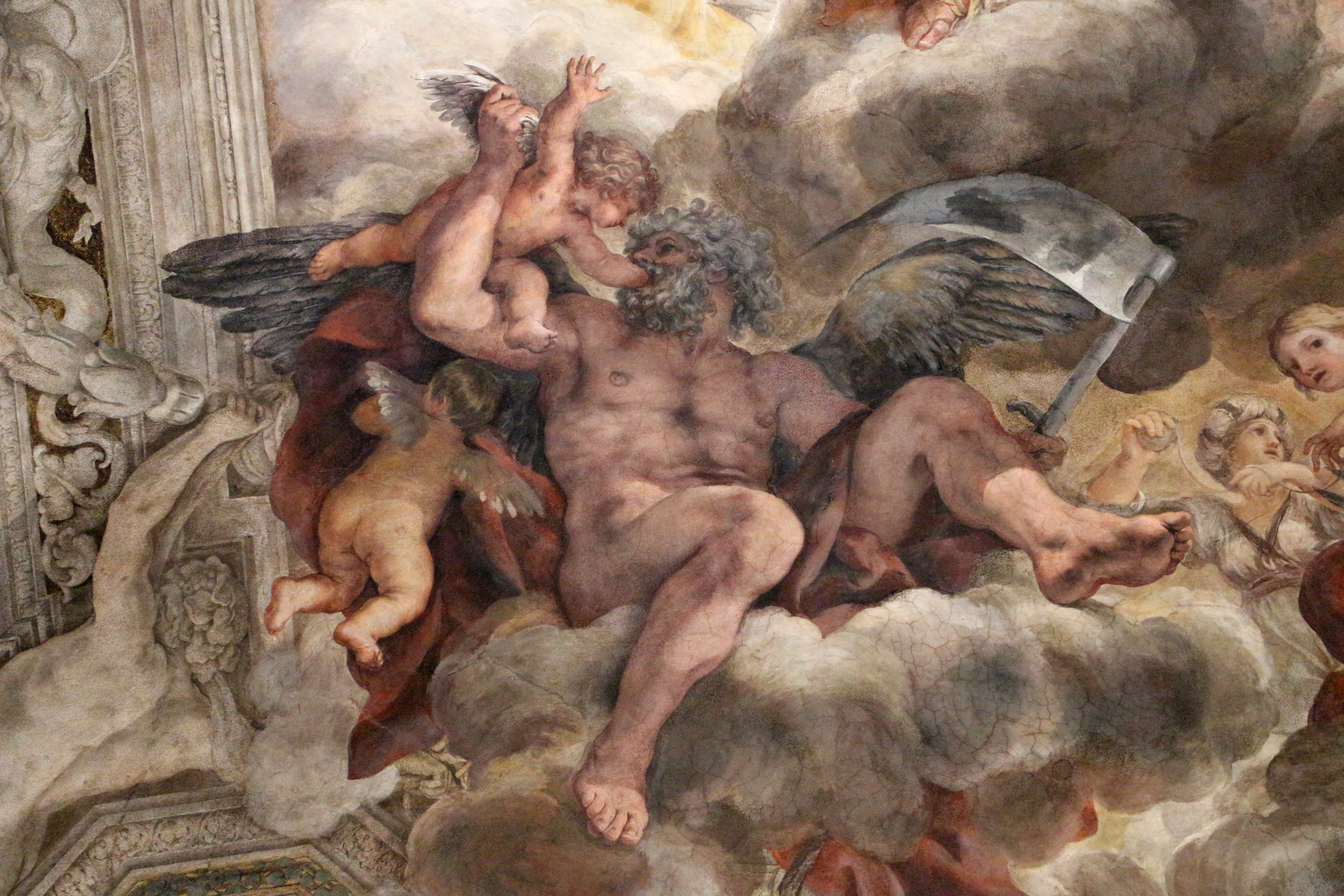
Crono

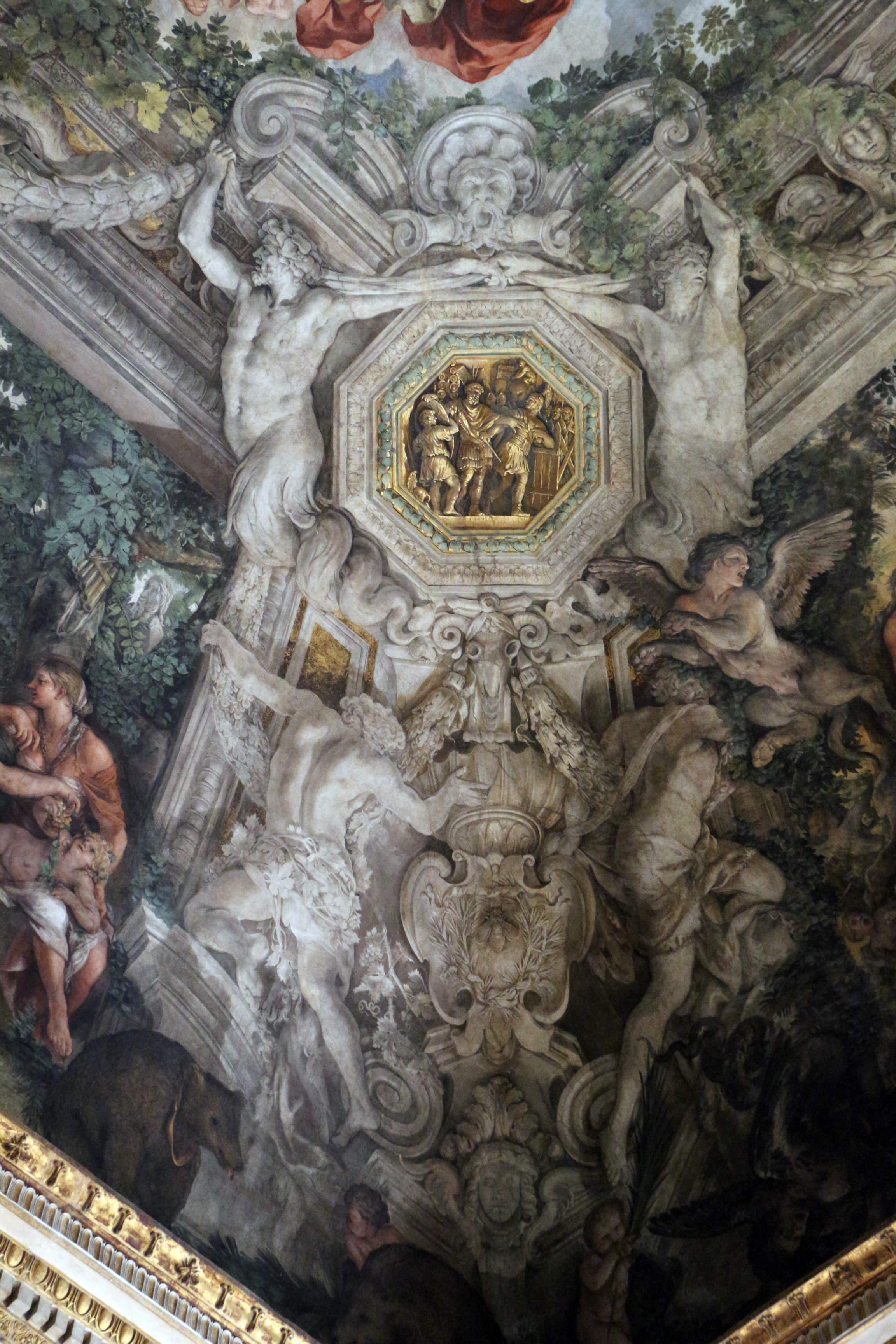
L'angolo con Telamoni e tritoni reggenti il clipeo ottagonale con la Prudenza di Fabio Massimo e, in basso, due orsi (Sagacia)

Al centro si vede la Divina Provvidenza, dotata di scettro, e circondata da un alone luminoso che allude alla sua emanazione divina. Dietro di essa stanno sedute Giustizia, Pietà, Potenza, Verità, Bellezza e Pudicizia, mentre poco sopra vola l'Immortalità, rappresentata come Urania e reggente una corona di stelle con cui rende onore in cielo agli uomini dotti. Alludono al tema del tempo e dell'eternità Crono, con la falce, mentre divora uno dei suoi figli, e le tre Parche, che filano la vita degli uomini. Sopra, al culmine della rappresentazione, le tre virtù teologali (Fede, Speranza e Carità) reggono una corona d'alloro che nella forma richiama uno stemma, entro cui volano le api Barberini, componendone appunto l'emblema familiare. Altre personificazioni sono la dea Roma col triregno (allusione al papato) e la Gloria (secondo una parte della critica la Religione), con le chiavi di san Pietro. Allude al papa in carica anche il putto che, a un angolo, porge una corona d'alloro, come a incoronare le virtù di poeta di Maffeo Barberini.
Agli angoli i medaglioni sono retti da coppie di telamoni e tritoni e sono decorati da scene della storia romana a monocromo bronzeo che allegoricamente descrivono virtù morali dei Barberini, a loro volta associati agli animali rappresentati appena sotto. Sono così accoppiati la scena della Prudenza di Fabio Massimo e due orsi, a simboleggiare Sagacia; la Temperanza di Scipione e un liocorno per la Temperanza; la Storia di Muzio Scevola e il leone come emblema di Fortezza; la Giustizia di Tito Manlio e l'ippogrifo per la Perspicacia.
Le quattro rappresentazioni laterali celebrano, con allusioni al "buon governo" sotto i Barberini, imprese del papa e dei suoi nipoti.
Nel primo lato lungo si trova il Trionfo della Religione e della Spiritualità, con la Scienza che guarda in alto, affiancata dal Divino Aiuto, la Religione e la Purezza. A destra Sileno porge la ciotola a un ragazzo che gli versa del vino, mentre alcune ninfe si bagnano a una fonte. A sinistra la Lascivia si alza da un letto mentre Cupido viene scacciato dall'Amor Celeste. In basso al centro della finte cornice marmorea è un cartiglio con dipinto a monocromo con un'impresa Barberini, ossia due api che tirano un aratro e una terza che le guida con la frusta. Al lato opposto è la Pace in trono, consigliata dalla Prudenza che invia una fanciulla a chiudere le porte del tempio di Giano (che stavano aperte nell'Antica Roma durante i periodi di guerra). Ciclopi lavorano nelle officine per fabbricare armi, mentre il Furore viene disarmato dalla Mansuetudine e deve stare fermo su una catasta d'armi. Sul cartiglio al centro del registro inferiore del fregio è invece raffigurato il Sole, simbolo dei Barberini.

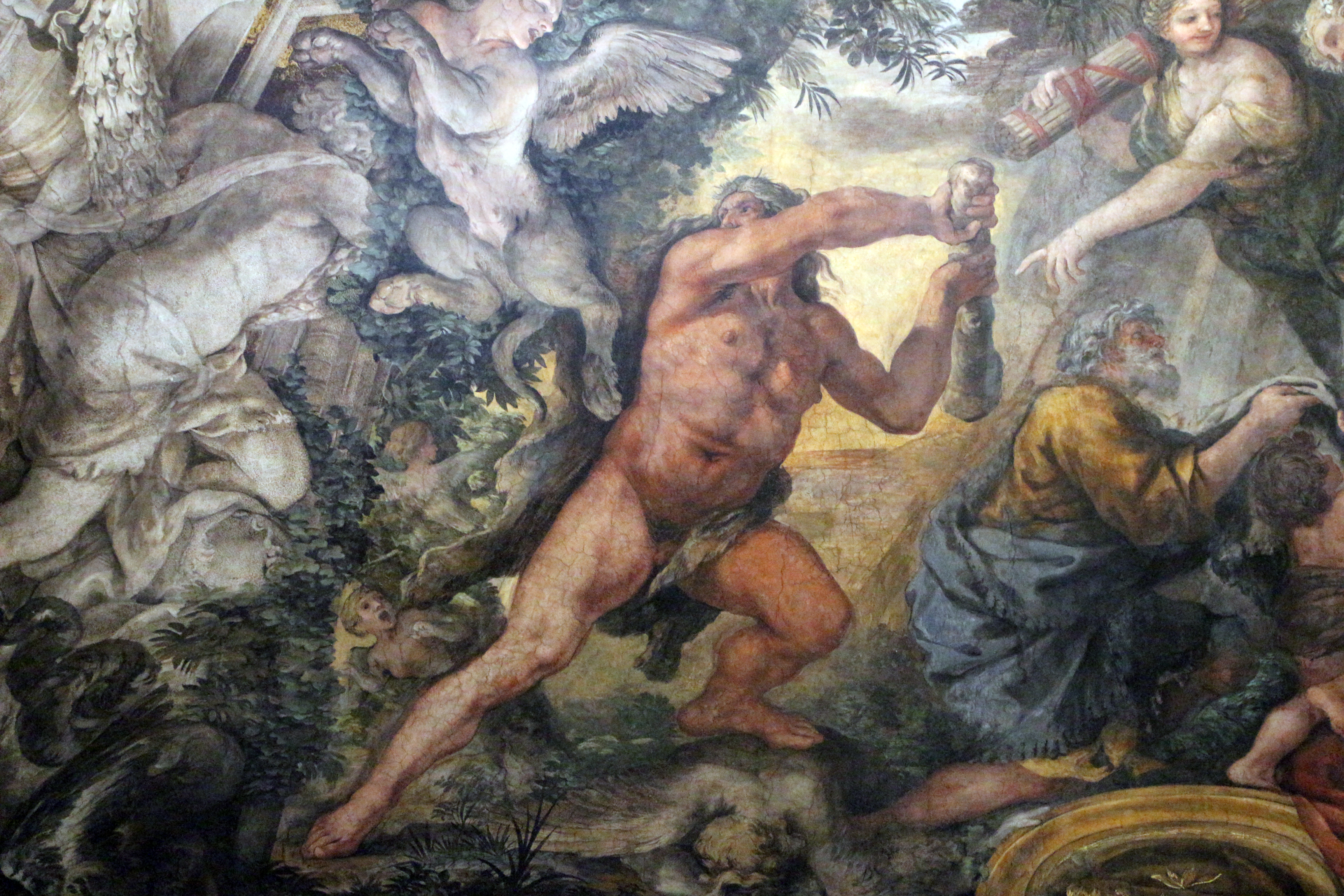
Ercole che scaccia le Arpie

Le pareti sui lati corti mostrano, da un lato, la caduta dei Giganti, su cui si libra Minerva, alludendo alla vittoria dell'intelligenza sulla forza bruta (in questa scena non v'è alcun cartiglio monocromo allusivo a imprese Barberini). Di rimpetto, nella parete finestrata della facciata principale, Ercole allontana i Vizi e le Arpie, simbolo di avarizia, dov'è anche una giovinetta con la fascia di console allude alla Giustizia, mentre la Liberalità inonda il mondo di monete, fiori e frutta dalla sua cornucopia. Sul registro inferiore del finto fregio marmoreo che incornicia quest'ultima scena è raffigurata, sempre entro un cartiglio a monocromo, la Clava che germoglia.
L'intero ciclo venne prima studiato in vari disegni preparatori di cui ne rimangono solo alcuni, in collezioni pubbliche e private provenienti dalla dispersione delle collezioni Barberini: uno studio della Venere, di Ercole e le Arpie e del tempio nella scena del Trionfo della Pace sono agli Uffizi, altri pezzi sono invece a Londra e Oxfrord. Non ci è pervenuto il bozzetto finale, che sicuramente dovette esistere, sottoposto ai committenti per l'approvazione finale.

## Stile

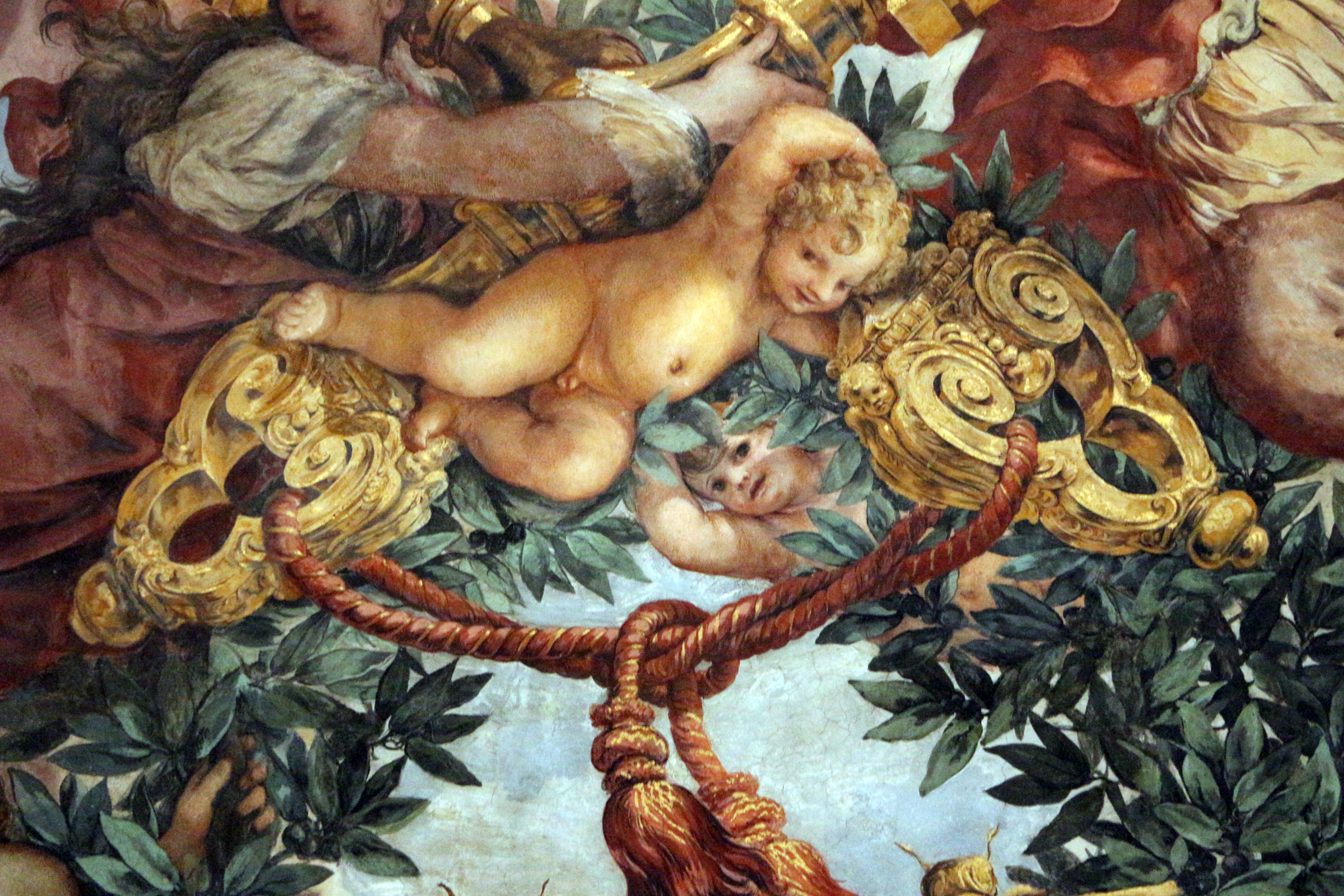
Particolare dello scudo Barberini nel Trionfo della Divina Provvidenza

Gli affreschi vennero realizzati con un numero molto alto di "giornate", come si confà a un'opera di queste dimensioni. Singolare è però la disomogeneità di tali tappe, a volte molto estese, a volte ridottissime. Non si riscontrano particolari correzioni effettuate sul ciclo, o comunque grossi rifacimenti. La grande scena venne dipinta iniziando dal tracciato della cornice architettonica, per poi procedere dal basso verso l'alto nella scena centrale, terminando poi con le scene laterali. I toni impiegati variano notevolmente, dando profondità alla scena e volume alle figure: dalle tinte chiarissime degli sfondi si passa a toni più decisi per le figure in primo piano, accentuate da lumeggiature dorate ove necessario. Tipico dell'artista è il ricorso a una tecnica in parte "puntinista", dove sui toni di base sono sovrapposti tono su tono piccoli tocchi di pittura, che rendono la superficie particolarmente vibrante, a tratti cangiante. È in operazioni ripetitive come queste che si deve essere concentrato il lavoro degli assistenti.

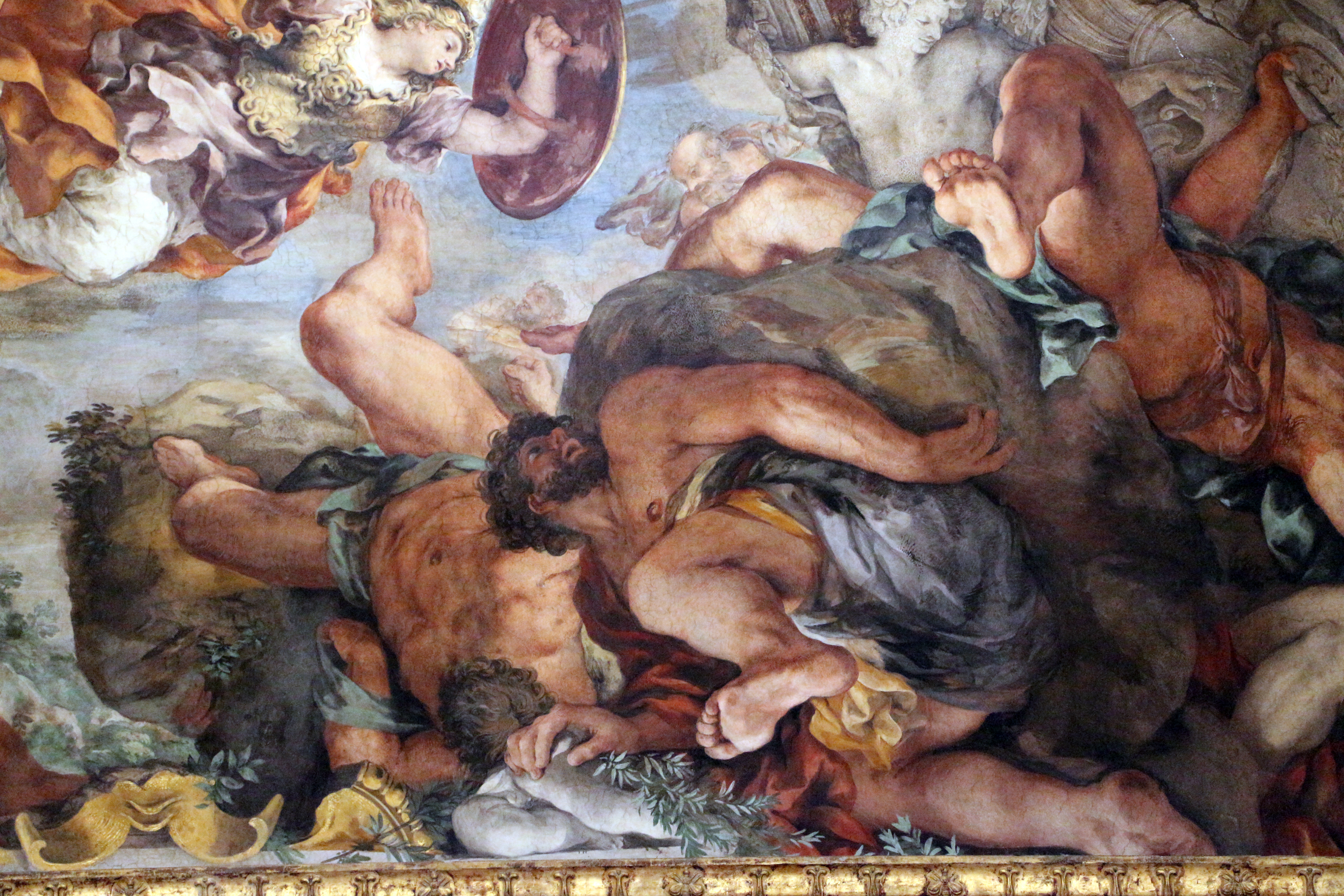
Caduta dei Giganti

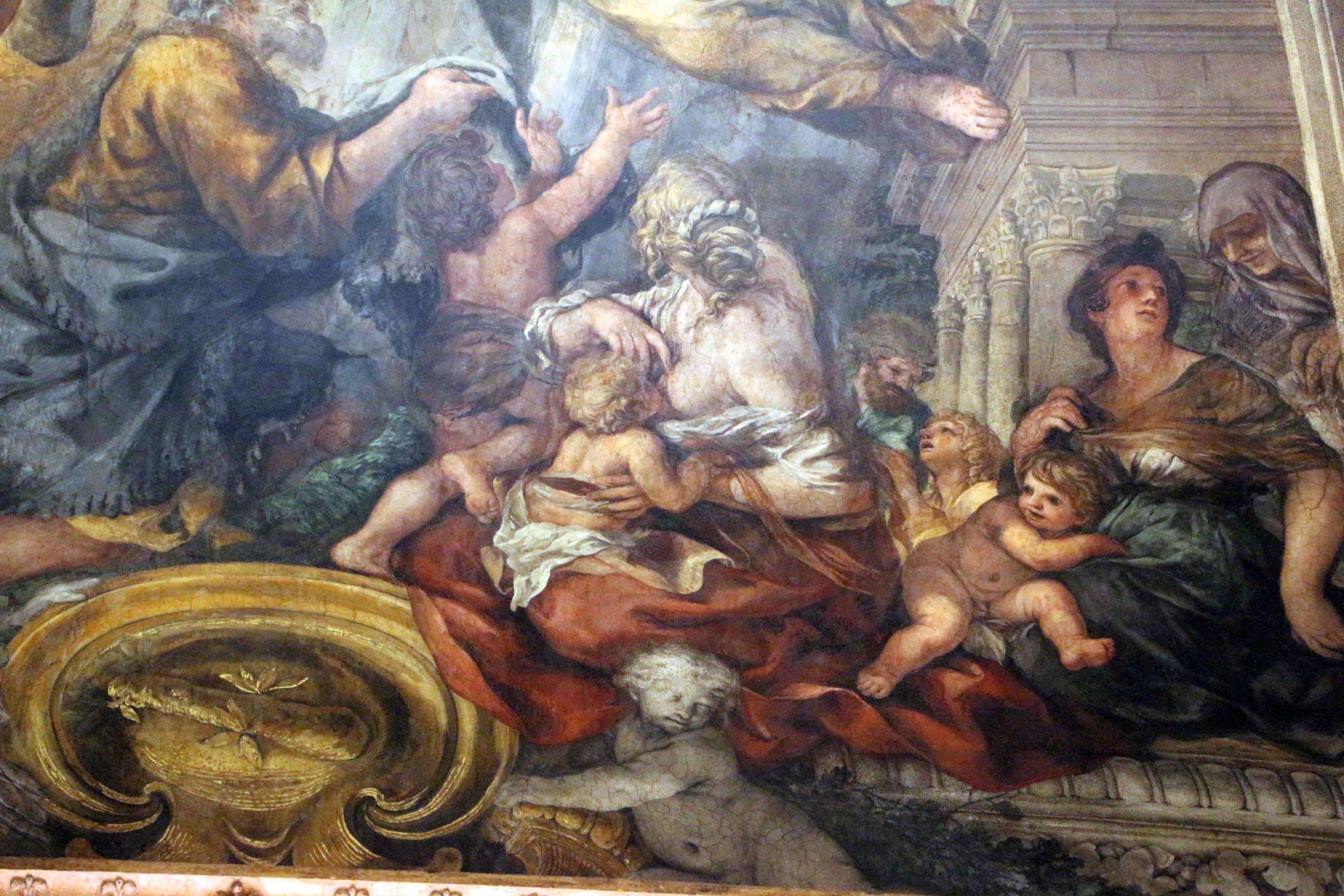
Cartiglio con la clava che germoglia

La struttura architettonica dipinta è continuamente attraversata da figure e decorazioni, che rompono qualsiasi staticità compositiva, creando "una grande e vibrante massa in movimento in cui l'occhio si perde, incapace di trovare un punto fermo". Oltre al movimento interno delle figure, presente già ad esempio in opere manieriste (si pensi al Giudizio universale di Michelangelo), la posizione dell'affresco su un soffitto, calibrata da un'eccellente padronanza della prospettiva del "sott'in su", genera anche l'effetto sospeso, come se le figure stessero per cadere sullo spettatore, con una duplice sensazione di spinta verso l'alto e verso il basso.
I numerosi personaggi si muovono lungo linee di forza che attraversano la scena in lungo e largo, e sono intenti alle più varie attività, secondo un gusto variato e mai ripetitivo.

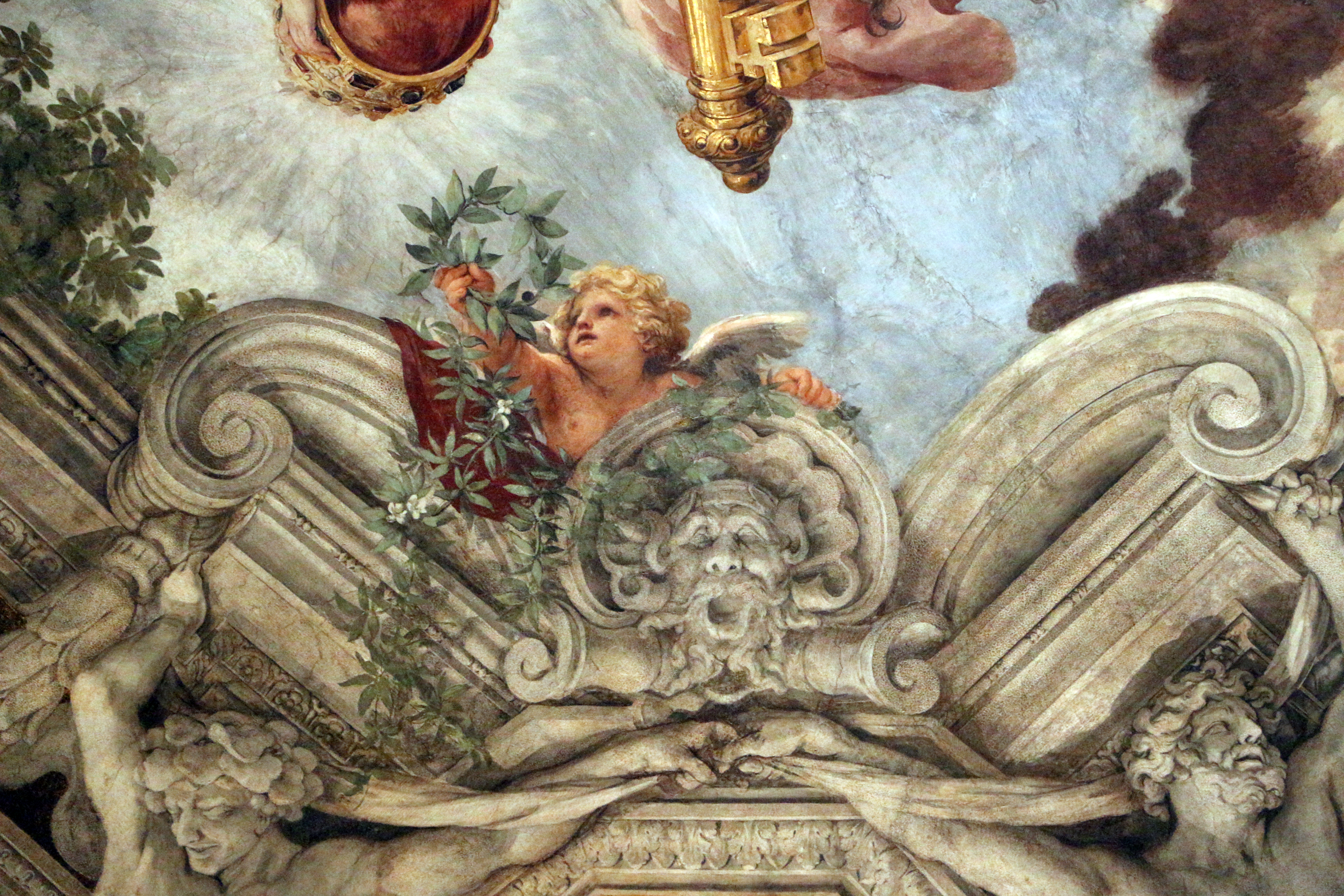
Putto con la corona di alloro (particolare del Trionfo della Divina Provvidenza)

Le novità dell'opera furono evidenti fin dai contemporanei, in particolare contrapponendo questo stile delle molte figure in movimento a quello più sobrio e statico di Andrea Sacchi (pure attivo in palazzo Barberini con l'Allegoria della Divina Sapienza): teatro del dibattito era l'Accademia di San Luca, di cui Pietro da Cortona fu principe dal 1634 al 1638. Paragonando la pittura alla letteratura, per Pietro da Cortona le figure compongono un "poema epico", ricco di episodi, mentre per il Sacchi esse partecipano una sorta di "tragedia", dove unità e semplicità sono requisiti fondamentali. Anche taluni concetti iconografici allegorici erano di nuova invenzione, frutto dell'ingegno del Bracciolini e, nella trasposizione, del Cortona, che per gran parte del ciclo la sua opera risulta realizzata di getto, in gran libertà inventiva, senza l'utilizzo pedissequo dei cartoni preparatori, che comunque c'erano, procedendo in tal senso direttamente col disegno a pennello sul muro e poi via via col colorito. Eventuali correzioni, probabilmente dopo una verifica dal basso degli scorci, si effettuavano quindi con la concreta demolizione della porzione di intonaco interessata.
Pietro da Cortona, predisponendo l'enorme affresco della volta, seppe raccogliere una serie di fermenti culturali che avevano animato la scena artistica romana tra la fine del Cinquecento e l'inizio del nuovo secolo: spunti da Annibale Carracci (Galleria Farnese, 1598-1600), da cui riprende la cornice marmorea affrescata che scandisce le singole scene, seppur, a differenza dell'opera del palazzo in campo de' Fiori, qui le singole storie dialogano tra loro formando un unico ciclo narrativo, da Rubens (Madonna della Vallicella, 1606), da Guercino (Aurora Ludovisi, 1621, la Gloria di san Crisogono, 1622, e la Sepoltura e gloria di santa Petronilla, 1623) e da Giovanni Lanfranco (cupola di Sant'Andrea della Valle, 1625-1628), da cui si riprende la sfondatura della volta celeste, oltre al dinamismo spregiudicato delle sculture di Bernini.

## Catalogo delle scene
| N./Lett. | Titolo                                                                                                   | Immagine | Descrizione | Significato allegorico | Collocazione                                               |
| -------- | --- | -------- | --- | --- | ---------------------------------------------------------- |
| 1        | Minerva trionfa sui Giganti                                                                              |          | Al centro è Minerva (a) che si imbatte sui Giganti (b), disposti ai lati della scena, sul lato destro in caduta. Sul registro inferiore non vi sono cartigli affrescati. | La giustizia che domina l'orgoglio e l'eresia. | Lato corto sopra l'ingresso.                               |
| 2        | Trionfo della Religione e della Sapienza                                                                 |          | Al centro è la Scienza (c) che guarda in alto, affiancata dal Divino Aiuto, la Religione e la Purezza. A destra Sileno (d) porge la ciotola a un ragazzo che gli versa del vino, mentre alcune ninfe si bagnano a una fonte. A sinistra la Lascivia (e) si alza da un letto mentre Cupido viene scacciato dall'Amor Celeste. Sul cartiglio al centro del registro inferiore del fregio sono le Tre api Barberini che lavorano i campi, due che tirano un aratro e una terza che le guida con la frusta. | La religione e la sapienza vincono sulla lussuria e sull'intemperanza. Cartiglio: le tre api sono il simbolo araldico per eccellenza dei Barberini, che in questo caso rappresentano allegoricamente la dedizione al lavoro del casato. | Lato lungo di destra.                                      |
| 3        | Ercole allontana i Vizi                                                                                  |          | A sinistra Ercole (f) allontana con la clava i Vizi e le Arpie. A destra una giovinetta con la fascia di console allude alla Giustizia, mentre la Liberalità inonda il mondo di monete, fiori e frutta dalla sua cornucopia (g). Sul cartiglio al centro del registro inferiore del fregio è la Clava che germoglia. | Le virtù e il valore che scacciano i vizi e le arpie in favore dell'abbondanza. Cartiglio: la prosperità e fertilità sotto il pontificato Barberini.                                                                                    | Lato corto della parete interna della facciata principale. |
| 4        | Trionfo della Pace                                                                                       |          | Al centro è la Pace (h) in trono, consigliata dalla Prudenza che invia la Podestà a chiudere le porte del tempio di Giano posto a destra. Su quest'ultimo lato giace a terra il Furore (i), disarmato dalla Mansuetudine e incatenato su una catasta d'armi. A sinistra i Ciclopi (l) lavorano nelle officine per fabbricare armi. Sul cartiglio al centro del registro inferiore del fregio è il Sole Barberini. | La pace vince sulla guerra. Cartiglio: il sole è uno dei simboli araldici dei Barberini. | Lato lungo di sinistra.                                    |
| 5        | Trionfo della Divina Provvidenza                                                                         |          | Nel registro inferiore è la Divina Provvidenza (m), dotata di scettro e circondata da un alone luminoso che allude alla sua emanazione divina. Dietro di essa stanno sedute Giustizia, Pietà, Potenza, Verità, Bellezza e Pudicizia, mentre poco sopra vola l'Immortalità, rappresentata come Urania che regge una corona di stelle. In basso sono Crono (n), con la falce, mentre divora uno dei suoi figli, e le tre Parche, che filano la vita degli uomini. Nel registro superiore, al culmine della rappresentazione, sono la Fede (vestita di bianco), Speranza (vestita di verde) e Carità (vestita di rosso) che reggono una corona d'alloro, che nella forma richiama uno stemma, entro cui volano le api Barberini, componendone appunto l'emblema familiare (o). Ancora più in alto sono la dea Roma col triregno e la Gloria (o la Religione), con le chiavi di san Pietro (p). Nel vertice alto a sinistra è un putto con una corona di alloro (q). | Elezione di Urbano VIII Barberini a pontefice massimo in seno alla volontà della Divina Provvidenza. | Scomparto centrale della volta.                            |
| A        | Telamoni e tritoni che reggono un clipeo ottagonale monocromo raffigurante la Storia di Muzio Scevola.   |          | - | Fortezza | Colonna affrescata inferiore di sinistra.                  |
| B        | Leone |          | - | Fortezza | Colonna affrescata inferiore di sinistra.                  |
| C        | Telamoni e tritoni che reggono un clipeo ottagonale monocromo raffigurante la Temperanza di Scipione.    |          | - | Temperanza | Colonna affrescata inferiore di destra.                    |
| D        | Liocorno                                                                                                 |          | - | Temperanza | Colonna affrescata inferiore di destra.                    |
| E        | Telamoni e tritoni che reggono un clipeo ottagonale monocromo raffigurante la Giustizia di Tito Manlio.  |          | - | Perspicacia | Colonna affrescata superiore di destra.                    |
| F        | Ippogrifo                                                                                                |          | - | Perspicacia | Colonna affrescata superiore di destra.                    |
| G        | Telamoni e tritoni che reggono un clipeo ottagonale monocromo raffigurante la Prudenza di Fabio Massimo. |          | - | Sagacia | Colonna affrescata superiore di sinistra.                  |
| H        | Due orsi                                                                                                 |          | - | Sagacia | Colonna affrescata superiore di sinistra.                  |